# Rötjärnen (Junsele socken, Ångermanland, 706753-154838)
Rötjärnen är en sjö i Sollefteå kommun i Ångermanland och ingår i Ångermanälvens huvudavrinningsområde. Sjön är 11,6 meter djup, har en yta på 0,02 kvadratkilometer och befinner sig 203,7 meter över havet.